# Parc national de Springbrook
Pour les articles homonymes, voir Springbrook (homonymie).
Le parc national de Springbrook (Springbrook National Park) est un parc national protégé situé dans l'arrière-pays de la Gold Coast, dans le Queensland, en Australie, à une centaine de kilomètres au sud de Brisbane.
Le parc de 6 197 hectares est situé sur la chaîne McPherson, près du massif de Springbrook (en), à environ 100 km au sud de Brisbane. Le parc fait partie du groupe des volcans boucliers et est repris au patrimoine mondial de l'UNESCO  –  liste Forêts humides Gondwana de l'Australie.
En 2009, dans le cadre des célébrations du Q150 (en) pour le 150e anniversaire de la séparation du Queensland d'avec la Nouvelle-Galles du Sud, le parc national de Springbrook a été proclamé comme l'une des 150 icônes du Queensland grâce à son rôle d'attraction naturelle.

## Mount Cougal
Le mont Cougal est une partie montagneuse du parc national de Springbrook, localisée au Sud-Est. Les sommets jumeaux du mont Cougal, d'une altitude de 734 m (Mount Cougal West, nom aborigène Barrajanda), et 694 m (Mount Cougal East, nom aborigène Ningeroongun),sont situés précisément à la frontière entre l'État du Queensland et celui de la Nouvelle-Galles du Sud, à une vingtaine de kilomètres à l'intérieur des terres. Ils dominent la vallée de Currumbin. Ils occupent donc une place importante dans les histoires racontées par le peuple Yugambeh (en), qui habite les montagnes et les vallées de la région depuis une dizaine de milliers d’années et dont le droit de propriété ancestral a été reconnu dans le cadre de l'Aboriginal Land Act (ALA), promulgué en 1991 dans l'État du Queensland (soit 15 ans après l'État des Territoires du Nord, pionnier en reconnaissance des droits des Aborigènes, et 10 ans après l'État de Nouvelle-Galles du Sud).
 Le parc abrite les habitats spécifiques d'une faune diversifiée, notamment l’écrevisse épineuse de Lamington, dont c'est l'habitat le plus oriental, et l'espèce la plus grande des scinques.

## Natural Bridge

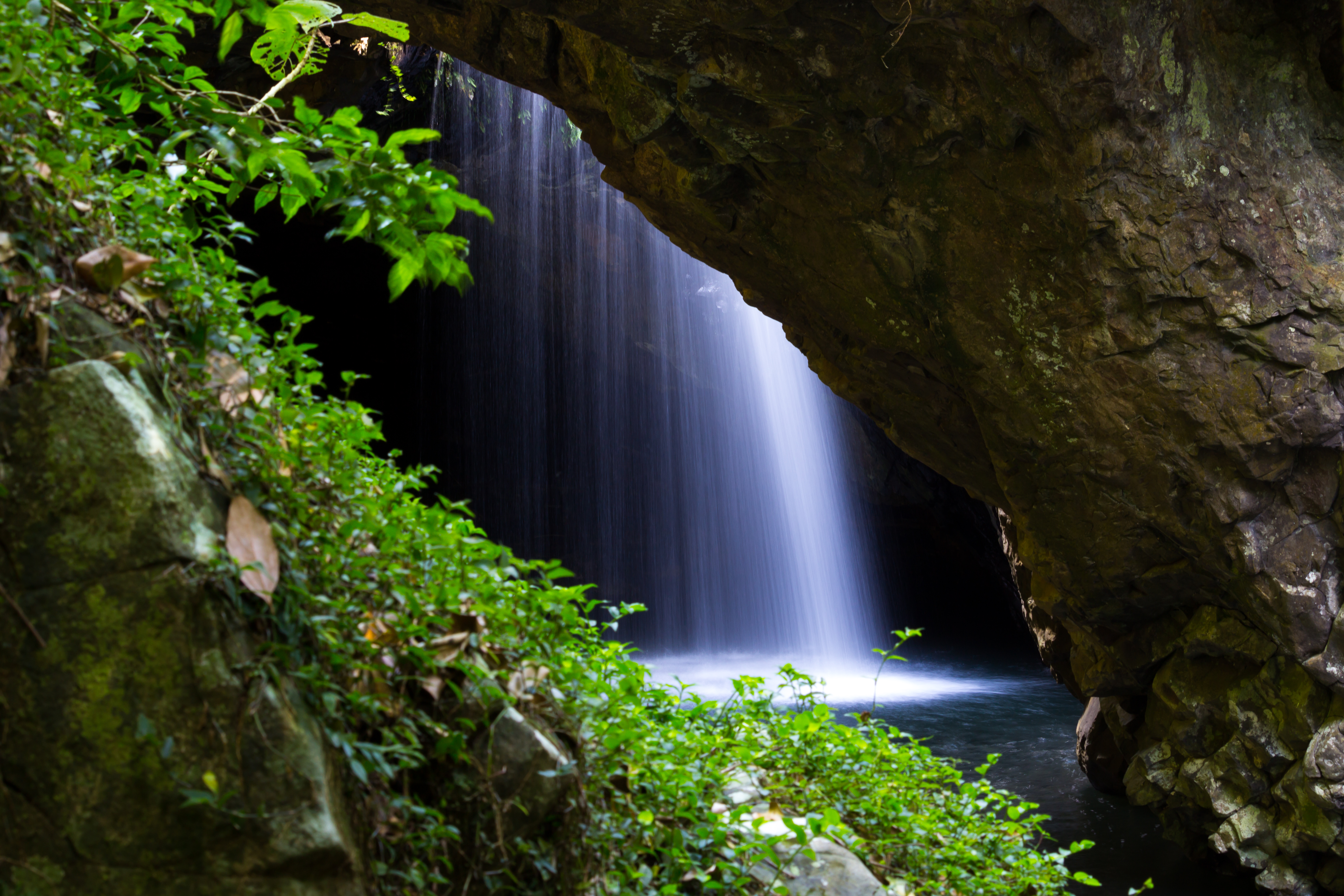
Chutes Macgregor et grotte Creek dans le parc national de Springbrook. Novembre 2018.

Natural Bridge, localisé au sud-Ouest du parc, est un arc formé naturellement par l'érosion de la roche basaltique du plafond de la grotte de Cave Creek par une cascade.
Cette grotte abrite une faune qui constitue une attraction touristique très prisée : une colonie de vers luisants dont il est pourtant nécessaire de restreindre l'accès pour en préserver l'habitat.

## Environnement

### Paysages
Les falaises méridionales de Springbrook (et du parc national de Lamington) font partie des vestiges de la bordure nord de l'ancien Tweed Volcano (en).
Le parc national de Springbrook comprend quatre réserves sur et autour du plateau :
- section du plateau de Springbrook le long de la crête du plateau ;
- section du mont Cougal à l'est ;
- section Natural Bridge à l'ouest ;
- section Numinbah à l'ouest.

Les falaises sont en rhyolite d'origine volcanique.

### Faune

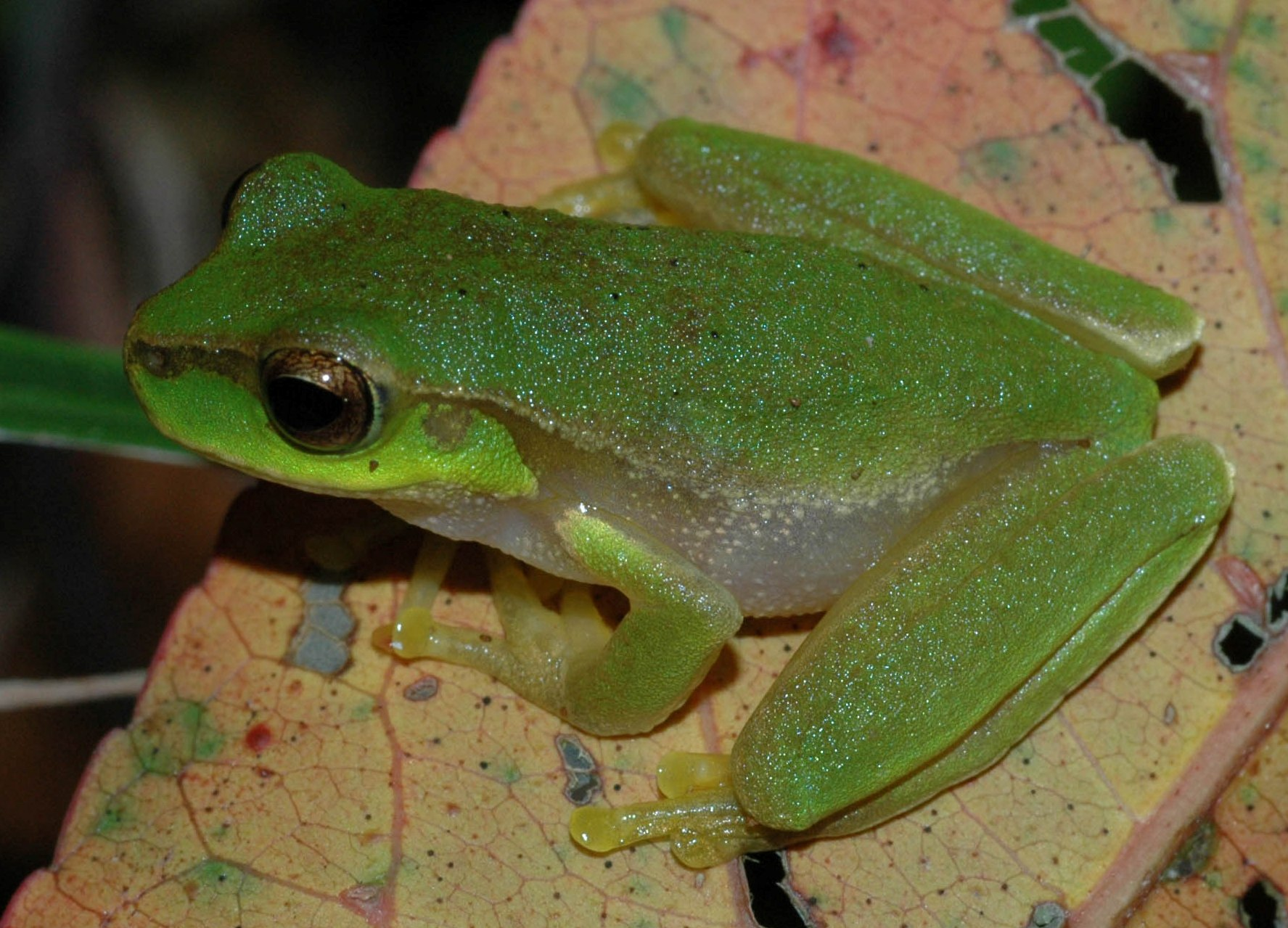
Grenouille de Pearson.